# 지치부 철도 5000계 전동차

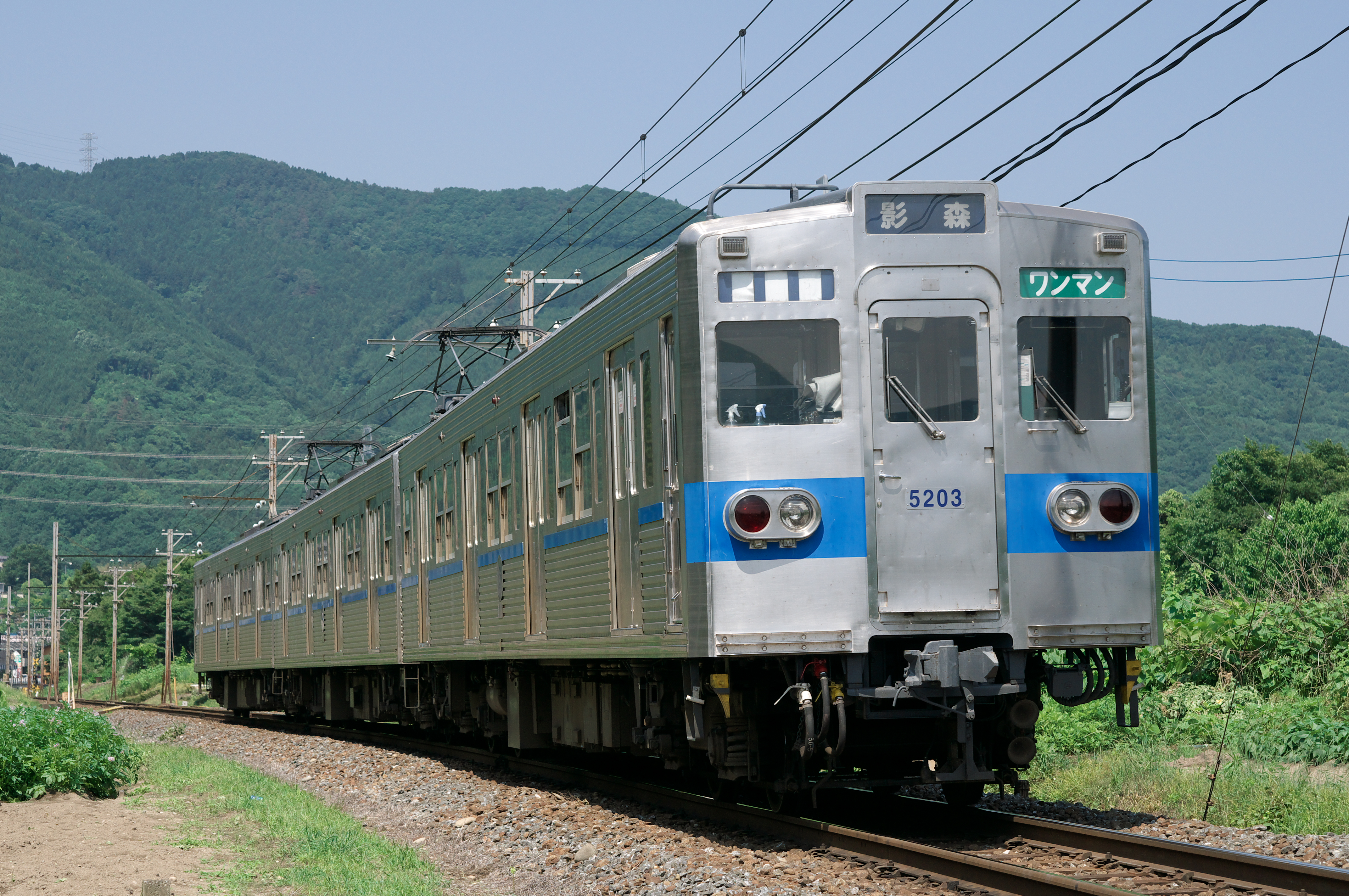

지치부 철도 5000계 전동차는 도쿄 도 교통국 6000계 전동차를 지치부 철도가 사들여 현재까지 사용하고 있는 지치부 철도의 전동차이다. 도쿄 도 교통국에서 6191, 6241, 6251, 6261 편성의 1, 6, 8호차와 부품 잡기차 2량을 사들여 총 12량이 운행 중이다.